# Cydalima laticostalis
Cydalima laticostalis là một loài bướm đêm trong họ Crambidae.